# Винчестер (Калифорнија)
Винчестер (енгл. Winchester) насељено је место без административног статуса у америчкој савезној држави Калифорнија.

## Демографија
По попису из 2010. године број становника је 2.534, што је 379 (17,6%) становника више него 2000. године.
| Група             | 2000.         | 2010.         |
| Белци             | 1.368 (63,5%) | 1.145 (45,2%) |
| Афроамериканци    | 42 (1,9%)     | 38 (1,5%)     |
| Азијати           | 8 (0,4%)      | 46 (1,8%)     |
| Хиспаноамериканци | 677 (31,4%)   | 1.233 (48,7%) |
| Укупно            | 2.155         | 2.534         |